# John Harrison (regista)
John Harrison, conosciuto anche con i nomi di John Sutherland, John S. Harrison o John S. Harrison Jr.. (Pittsburgh, 1948), è un regista cinematografico, sceneggiatore, produttore cinematografico ed attore cinematografico statunitense.

## Biografia
La sua carriera nel mondo dello spettacolo è cominciata fin da giovane girando per quattro anni gli Stati Uniti accompagnando il leggendario chitarrista blues Roy Buchanan.
Nel 1974 diventa amico di George A. Romero con il quale inizia anche una lunga collaborazione professionale sia come attore che come aiuto regista.
Molto apprezzate anche le sue colonne sonore realizzate per diversi film.

## Filmografia parziale

### Regista
- Un salto nel buio (Serie TV - 8 episodi) (1984-1987) (4 episodi come John Sutherland)
- Night Rose: Akhbar's Daughter (Film TV) (1987) (come John Sutherland)
- Scary Tales: Night Elevator (Film TV) (1988) (come John Sutherland)
- I delitti del gatto nero (Film) (1990)
- Nightmare Cafe (Serie TV - 1 episodio) (1992)
- I racconti della cripta (Serie TV - 2 episodi) (1991-1994)
- Progetto Eden (Serie TV - 3 episodi) (1995)
- Oscuri sospetti (Film TV) (1995)
- Kindred: The Embraced (Serie TV - 1 episodio) (1996)
- The Assassination File (Film TV) (1996)
- Profiler - Intuizioni mortali (Serie TV - 1 episodio) (1996)
- Dune - Il destino dell'universo (Mini Serie Film TV - 3 episodi) (2000) (come John S. Harrison)
- Supernova (Film TV) (2005)
- Blank Slate (Film TV) (2008)
- Book of Blood (Film) (2009)
- Mental (Serie TV - 1 episodio) (2009)
- Leverage - Consulenze illegali (Serie TV - 5 episodi) (2010-2012)

#### Aiuto Regista
- Creepshow (Film) (1982)
- Il giorno degli zombi (Film) (1985)

### Attore
- Zombi (Film) (1978)
- Effects (Film) (1980)
- I cavalieri (Film) (1981)
- Jack's Back (Film) (1988) (come John Sutherland)
- Blank Slate (Film TV) (2008)

### Compositore
- Effects (Film) (1980)
- Creepshow (Film) (1982)
- Il giorno degli zombi (Film) (1985)
- Un salto nel buio (Serie TV - 4 episodi) (1985-1987)
- Creepshow 2 (Film) (1987)
- Scary Tales: Night Elevator (Film TV) (1988)
- I delitti del gatto nero (Film) (1990)

### Produttore
- Effects (Film) (1980) (Produttore esecutivo) (come John S. Harrison Jr.)
- I figli di Dune (Mini Serie Film TV - 3 episodi) (2003) (Coproduttore)
- After Effects: Memories of Pittsborgh Filmmaking (Video documentario) (2005)
- Painkiller Jane (Film TV) (2005) (Produttore esecutivo)
- Le cronache dei morti viventi (Film) (2007) (Produttore esecutivo)
- Residue (Mini Serie Film TV - 3 episodi) (2015) (Produttore esecutivo)
- Dune, regia di Denis Villeneuve (2021)
- Dune - Parte due (Dune: Part Two), regia di Denis Villeneuve (2024)

### Sceneggiatore
- Night Rose: Akhbar's Daughter (Film TV) (1987) (come John Sutherland)
- Scary Tales: Night Elevator (Film TV) (1988)
- Un salto nel buio (Serie TV - 5 episodi) (1984-1988) (2 episodi come John Sutherland)
- Monsters (Serie TV - 1 episodio) (1988) (come John Sutherland)
- Omicio nell'ombra (Film TV) (1990)
- Progetto Eden (Serie TV - 1 episodio) (1995)
- Oscuri sospetti (Film TV) (1995)
- I racconti della cripta (Serie TV - 3 episodi) (1994-1996)
- Dinosauri (Film) (2000)
- Dune - Il destino dell'universo (Mini Serie Film TV - 3 episodi) (2000) (come John S. Harrison)
- I figli di Dune (Mini Serie Film TV - 3 episodi) (2003)
- Painkiller Jane (Film TV) (2005)
- Blank Slate (Film TV) (2008)
- Book of Blood (Film) (2009)
- Residue (Mini Serie Film TV - 3 episodi) (2015)